# Vicq, Nord
Vicq är en kommun i departementet Nord i regionen Hauts-de-France i norra Frankrike. Kommunen ligger i kantonen Condé-sur-l'Escaut som tillhör arrondissementet Valenciennes. År 2022 hade Vicq 1 472 invånare.

## Befolkningsutveckling
Antalet invånare i kommunen Vicq
| Referens: INSEE |